# Capri
Capri es un municipio italiano localizado en la ciudad metropolitana de Nápoles, región de Campania, en la isla de Capri. Cuenta con 7.205 habitantes en 3,97 km².
La isla de Capri es una isla de Italia localizada en el mar Tirreno, en el lado sur del golfo de Nápoles, frente a la península Sorrentina. Ha sido un lugar de célebre belleza y centro vacacional desde la época de la antigua república romana.
Administrativamente, la isla pertenece a la ciudad metropolitana de Nápoles, en la región de Campania.
El territorio municipal contiene la frazione (subdivisión) de Marina Grande. Limita con el municipio de Anacapri.

## Geografía

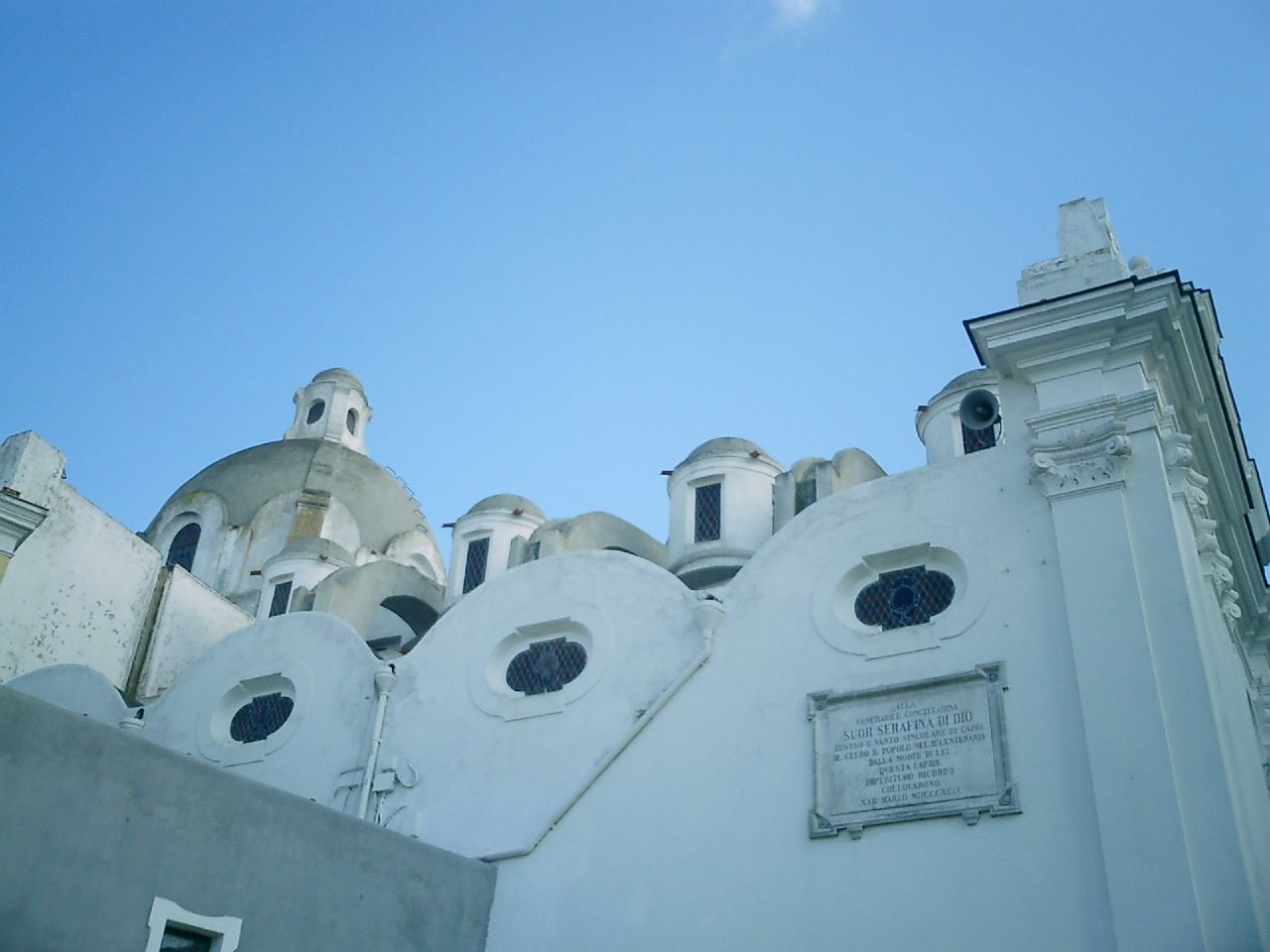
Iglesia de San Esteban

La isla de Capri está situada en la parte sur del golfo de Nápoles, en continuidad con la península sorrentina, terminada en Punta Campanella, frente a las islas de Procida e Isquia (situadas en la parte norte del mismo golfo de Nápoles).
El historiador y geógrafo griego Estrabón, en su “Geografía” consideraba que Capri estuvo en un tiempo remoto unida a tierra firme. Esta hipótesis fue confirmada recientemente, y sustentada por las mismas características geológicas que presenta la isla con la península Sorrentina, y por hallazgos arqueológicos.
Coexisten en la isla dos centros urbanos diferentes tanto por su separación geográfica como por sus tradiciones y origen étnico: Capri y Anacapri. Estas diferencias se explican con la natural proximidad de Capri con el mar: La presencia del puerto en efecto ha facilitado los intercambios comerciales y culturales con el Reino de Nápoles y ha determinado, consecuentemente, un mayor desarrollo económico.
Las dos comunidades estuvieron en un eterno conflicto, empeñadas cada una en defender sus propios derechos, exasperadas por la falta de una verdadera autonomía, que los obligaba, a lo largo de los siglos, a aceptar las gravosas pretensiones de los administradores enviados por el continente para controlar la economía local.

## Evolución demográfica
| Gráfica de evolución demográfica de Capri entre 1861 y 2011 |
|                                                             |
| fuente ISTAT - elaboración gráfica por Wikipedia            |